# 米德內
50°6′48″N 25°1′35″E / 50.11333°N 25.02639°E
米德內（羅馬化：Midne）是烏克蘭西部的村莊，隸屬利維夫州的佐洛奇夫區。該村面積0.38平方公里，海拔高度220米，2001年人口47，人口密度每平方公里123.36人。